# Uroplatus phantasticus
Tắc kè đuôi quỷ Satan (danh pháp hai phần: Uroplatus phantasticus) là một loài tắc kè bản địa của đảo Madagascar được mô tả lần đầu vào năm 1888 bởi George Albert Boulenger, U. phantasticus là loài có cơ thể nhỏ nhất trong các loài tắc kè Uroplatus.

## Phân bố và môi trường sống
Uroplatus phantasticus là loài đặc hữu của Madagascar và chỉ sinh sống ở khu vực này. Nó là một loài sống trên cây dựa vào khả năng ngụy trang tự nhiên của nó, khu vực phân bố ở phía bắc và trung tâm khu rừng nhiệt đới của Madagascar.

## Mô tả
Trong thời gian ban ngày, ngụy trang giúp loài tắc kè này pha trộn vào môi trường xung quanh. Vào ban đêm, nó giúp cho tắc kè săn mồi bằng cách ngụy trang. Loài tắc kè này có chiều dài 6,3 - 15 cm. Uroplatus phantasticus có nhiều màu sắc, bao gồm cả màu sắc của màu tím, nâu, cam và vàng.